# 拉烏爾島大頷新鮋
拉烏爾島大頜新鮋，為輻鰭魚綱鮋形目鮋亞目新平鮋科的其中一種，為溫帶海水魚，分布於西南太平洋澳洲及紐西蘭海域，棲息深度60-113公尺，體長可達10.1公分，棲息在底層水域，生活習性不明。